# Знаки поштової оплати України 1992

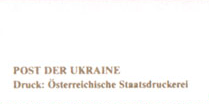
Маркування австрійської Österreichische Staatsdruckerei на марці № 33

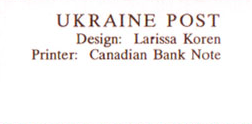
Маркування Canadian Bank Note Company на марці № 13

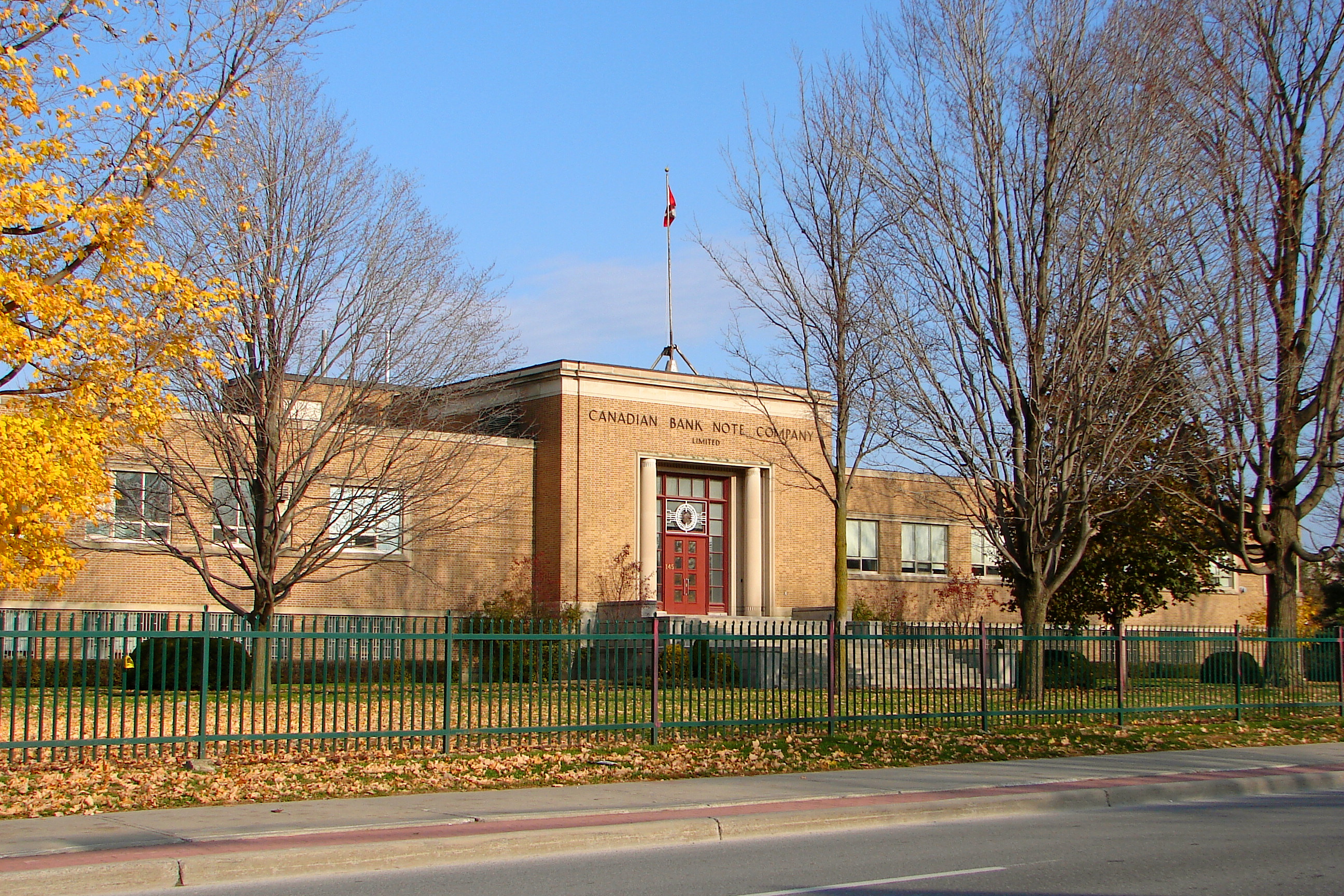
Canadian Bank Note Company, Оттава

Знаки поштової оплати України 1992 — перелік поштових марок, введених в обіг Укрпоштою у 1992 році.
Незалежність України була проголошена в 1991 році, проте перші українські поштові марки, що повинні були обґрунтувати існування нової незалежної держави і підкреслити українську самобутність, з'явилися тільки в 1992 році (наказ Держкомзв'язку України від 06.02.1992 р. № 21 «Про введення в обіг перших українських поштових марок»). Таким чином, 1 березня 1992 року вийшли перші, після проголошення незалежності, марки України. Вони були присвячені 500-річчю українського козацтва та 100-річчю першого поселення українців в Канаді.
Було випущено 24 марки: 8 стандартних першого випуску та 16 художніх (комеморативних) марок, присвячених пам'яті державних діячів, видатних діячів науки і культури, ювілеям знаменних дат, подіям, що зображують фауну і флору країни тощо. В обіг були введені знаки поштової оплати номіналом 0,50; 0,70; 1; 2; 5; 10; 20 та 50 крб. Першою маркою, випущеною Україною у 1992 році стала «500 років українського козацтва» (номінал 0,15 крб.). 4 комеморативні марки було присвячено єдиній темі — виступу об'єднаної команди спортсменів на Олімпійських іграх у місті Барселона.
Марки № 13, 23, 24, 25, 26, 27, 29, 30 було надруковано в канадській друкарні Canadian Bank Note Company, № 33 в Австрійській державній друкарні, № 34 в угорській друкарні Philatelia Hungarica Kft., усі інші — московською друкарнею «Держзнак» (Росія).
Відсортовані за датою введення.

## Список комеморативних марок
| № у каталозі               | Зображення | Опис та джерело | Номінал    | Дата введення в обіг   | Тираж     | Дизайн          |
| -------------------------- | ---------- | --- | ---------- | ---------------------- | --------- | --------------- |
| № 11 (Mi #71)              |            | 500 років українського козацтва | 0,15 крб.  | 1 березня 1992 року    | 2 500 000 | О. А. Івахненко |
| № 12 (Mi #72)              |            | 100-річчя першопоселення українців у Канаді | 0,15 крб.  | 1 березня 1992 року    | 2 500 000 | О. А. Івахненко |
| № 13 (Mi #73)              |            | Видатні українські композитори. 150 років від дня народження основоположника української класичної музики Миколи Віталійовича Лисенка (1842—1912) | 1,00 крб.  | 22 березня 1992 року   | 3 000 000 | Л. І. Корень    |
| № 14 (Mi #74)              |            | 175 років від дня народження видатного українського історика, публіциста і письменника Миколи Івановича Костомарова (1817—1885)                   | 0,20 крб.  | 16 травня 1992 року    | 2 500 000 | Б. С. Ілюхін    |
| № 23 (Mi #83)              |            | Ігри XXV Олімпіади в Барселоні. Гімнастка зі стрічкою                                                                                             | 3,00 крб.  | 25 липня 1992 року     | 3 000 000 | О. А. Івахненко |
| № 24 (Mi #84)              |            | Ігри XXV Олімпіади в Барселоні. Стрибун із жердиною                                                                                               | 4,00 крб.  | 25 липня 1992 року     | 5 500 000 | Л. І. Корень    |
| № 25 (Mi #85)              |            | Ігри XXV Олімпіади в Барселоні. Гімнастка зі стрічкою                                                                                             | 5,00 крб.  | 25 липня 1992 року     | 3 000 000 | О. А. Івахненко |
| № 26 (Mi #86)              |            | Перша річниця незалежності України. Державний Герб та Державний Прапор України                                                                    | 2,00 крб.  | 19 серпня 1992 року    | 5 000 000 | О. В. Снарський |
| № 27 (Mi #87)              |            | Всесвітній форум українців | 2,00 крб.  | 19 серпня 1992 року    | 3 000 000 | О. А. Івахненко |
| № 28 (Mi #88) (Mi #Block1) |            | Блок 25 років Спілці філателістів України. Перша Національна філателістична виставка в м. Івано-Франківську. Троїсті музики                       | 2,00 крб.  | 19 серпня 1992 року    | 1 000 000 | Л. І. Корень    |
| № 29 (Mi #89)              |            | Тиждень листа | 5,00 крб.  | 4 жовтня 1992 року     | 5 000 000 | В. І. Дворник   |
| № 30 (Mi #90)              |            | Перший світовий конгрес українських юристів | 15,00 крб. | 18 жовтня 1992 року    | 2 500 000 | В. С. Василенко |
| № 31 (Mi #91)              |            | Народна вишивка | 0,50 крб.  | 16 листопада 1992 року | 2 500 000 | О. Ю. Жаров     |
| № 32 (Mi #93)              |            | Києво-Могилянська академія — перший вищий навчальний заклад, визначний культурний і освітній центр в Україні                                      | 1,50 крб.  | 27 листопада 1992 року | 2 500 000 | Л. І. Корень    |
| № 33 (Mi #92)              |            | Українська діаспора в Австрії | 5,00 крб.  | 27 листопада 1992 року | 1 000 000 | І. В. Турецький |
| № 34 (Mi #94) (Mi #Block2) |            | Блок Спортсмени України — призери XXV Олімпійських ігор                                                                                           | 10,00 крб. | 14 грудня 1992 року    | 200 000   | В. І. Дворник   |

## Конверти першого дня гашення
| № у каталозі    | Конверт | Штемпель | Опис та джерело                 | Дата введення в обіг | Тираж  | Дизайн          |
| --------------- | ------- | -------- | ------------------------------- | -------------------- | ------ | --------------- |
| № КПД 1 № ШПД 1 |         |          | 500 років українського козацтва | 1 березня 1992 року  | 20 000 | О. А. Івахненко |

## Перший випуск стандартних марок

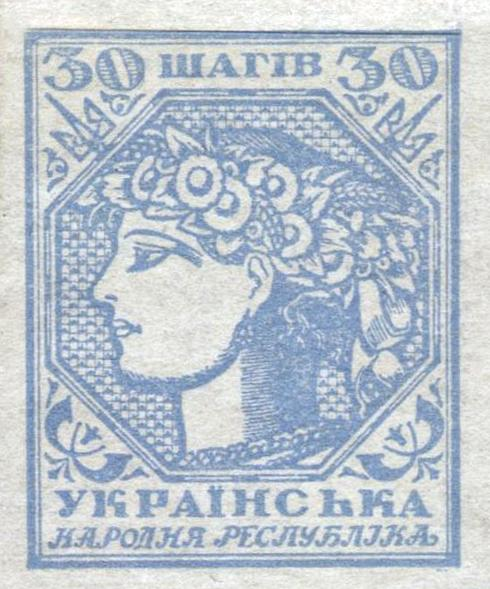
Марка Української Народної Республіки вартістю 30 шагів, 1918, художник Г. Нарбут
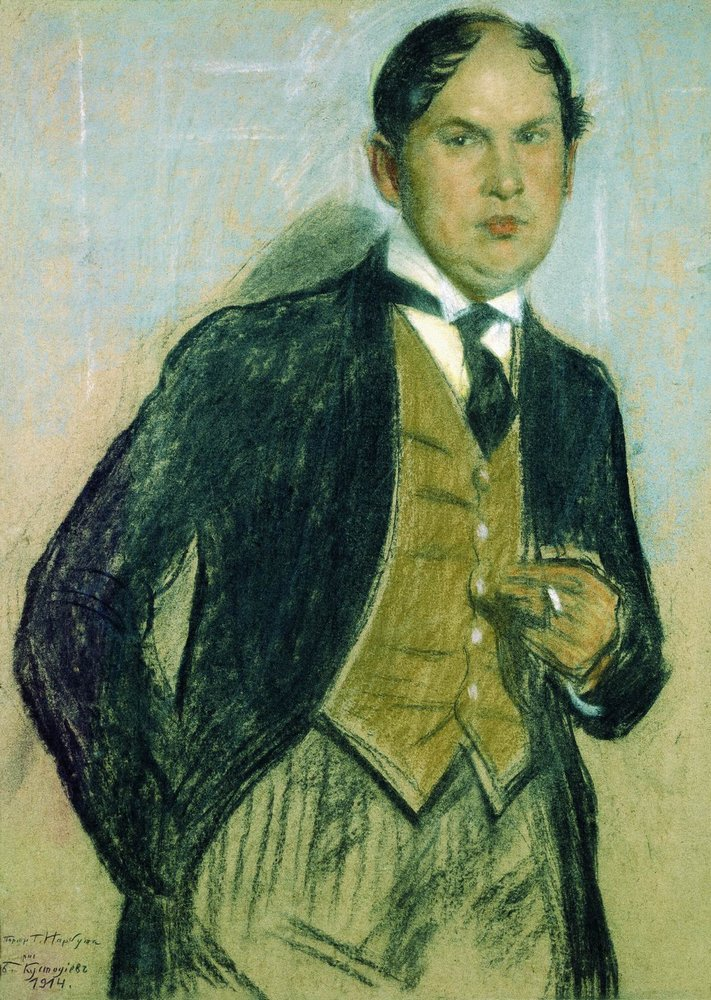
Георгій Іванович Нарбут

| № у каталозі  | Зображення | Опис та джерело           | Номінал    | Дата введення в обіг | Тираж      | Дизайн        |
| ------------- | ---------- | ------------------------- | ---------- | -------------------- | ---------- | ------------- |
| № 15 (Mi #75) |            | Алегорія «Молода Україна» | 0,50 крб.  | 17 червня 1992 року  | 40 000 000 | В. І. Дворник |
| № 16 (Mi #76) |            | Алегорія «Молода Україна» | 0,70 крб.  | 17 червня 1992 року  | 10 000 000 | В. І. Дворник |
| № 17 (Mi #77) |            | Алегорія «Молода Україна» | 1,00 крб.  | 17 червня 1992 року  | 10 000 000 | В. І. Дворник |
| № 18 (Mi #78) |            | Алегорія «Молода Україна» | 2,00 крб.  | 17 червня 1992 року  | 41 100 000 | В. І. Дворник |
| № 19 (Mi #79) |            | Алегорія «Молода Україна» | 5,00 крб.  | 16 травня 1992 року  | 30 500 000 | В. І. Дворник |
| № 20 (Mi #80) |            | Алегорія «Молода Україна» | 10,00 крб. | 16 травня 1992 року  | 37 900 000 | В. І. Дворник |
| № 21 (Mi #81) |            | Алегорія «Молода Україна» | 20,00 крб. | 16 травня 1992 року  | 31 400 000 | В. І. Дворник |
| № 22 (Mi #82) |            | Алегорія «Молода Україна» | 50,00 крб. | 16 травня 1992 року  | 77 500 000 | В. І. Дворник |